# Camelot Group

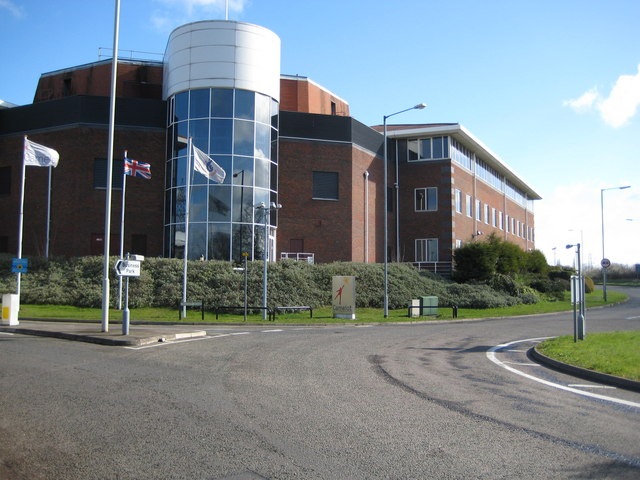
Hauptsitz der Camelot Group in Watford

Camelot Group ist ein britisches Unternehmen mit Sitz in Watford. Das Unternehmen ist Betreiber der britischen Lotterie (National Lottery). Die National Lottery erhielt die Camelot Group 2001 als Franchisenehmer. Das Unternehmen wurde am 27. März 1993 gegründet. Am Unternehmen hielt die britische Post Royal Mail bis 2010 einen 20-Prozent-Anteil. Folgende Unternehmen hielten 2008 zu gleichen Anteilen Aktien an Camelot Group:
- Cadbury Schweppes
- Thales Electronics plc (Anteilseigner seit 2000 durch Übernahme von Racal)
- Fujitsu Services Ltd.
- Royal Mail Enterprises Ltd.
- De La Rue Holdings plc

Im Jahr 2010 wurde die Camelot Group an den kanadischen Pensionsfonds Ontario Teachers’ Pension Plan (OTPP) verkauft.